# Dasymaschalon hirsutum
Dasymaschalon hirsutum là loài thực vật có hoa thuộc họ Na. Loài này được Nurmawati mô tả khoa học đầu tiên năm 2003.
Loài này có ở Malaysia phần bán đảo.